# Stora Österklobben
Stora Österklobben är en ö i Finland. Den ligger i Finska viken och i kommunen Raseborg i den ekonomiska regionen  Raseborg i landskapet Nyland, i den södra delen av landet. Ön ligger omkring 68 kilometer väster om Helsingfors.
Öns area är 1,3 hektar och dess största längd är 180 meter i sydöst-nordvästlig riktning. Närmaste större samhälle är Ingå, 18,2 km nordost om Stora Österklobben.